# Mads Gamdrup
Mads Gamdrup (født 20. maj 1967 i København) er fotograf og professor i fotografi ved Kunstakademiet i Trondheim.
Mads Gamdrup blev udpeget sammen med 13 andre fotografer til at deltage i projektet Danmark under forvandling, der har udmøntet sig i en bog og udstillinger i 2010.

## Fodnoter
1. ↑  Politiken, Kultur sektionen, den 14. juni 2008